# Daufuskie Island
Daufuskie Island est une île des États-Unis en Caroline du Sud, une des Sea Islands dans le comté de Charleston.

## Géographie
Située entre l'île de Hilton-Head et Savannah, elle est l'île la plus au sud de la Caroline du Sud. Elle s'étend sur 5 km de longueur pour une largeur d'environ 4 km. Elle est connue pour faire partie du Cape Romain National Wildlife Refuge (en).

## Histoire
Elle est inscrite comme district historique sur le Registre national des lieux historiques en raison de son histoire liée aux Gullah et à la Guerre de Sécession.